# 18 til I Die
| 전문가 평가                   | 전문가 평가 |
| 평가 점수                     | 평가 점수   |
| 출처                          | 점수        |
| ----------------------------- | ----------- |
| AllMusic                      | [ 1 ]       |
| Billboard                     | (favorable) |
| Cash Box                      | (favorable) |
| Entertainment Weekly          | B−          |
| The Guardian                  | [ 5 ]       |
| Los Angeles Times             | [ 6 ]       |
| The Rolling Stone Album Guide | [ 7 ]       |
| USA Today                     | [ 8 ]       |

《18 til I Die》는 캐나다의 싱어송라이터 브라이언 애덤스의 일곱 번째 스튜디오 음반이다. 1996년 6월 4일, A&M 레코드에 의해 발매된 이 음반은 영국에서 1위, 본국 캐나다에서 2위를 정점으로 상업적 성공을 거두었다. 자메이카와 프랑스를 포함한 다른 지역에서 기록되었다. 《18 til I Die》는 1년 전에 영화 《돈 쥬앙》의 사운드트랙과 싱글로 발매된 1위 곡인 〈Have You Ever Really Loved a Woman?〉과 4개의 다른 싱글 〈The Only Thing That Looks Good on Me Is You〉(음반의 두 번째 싱글, 5월 28일, 발매), 〈Let's Make a Night to Remember〉, 〈Star〉, 〈18 til I Die〉을 수록했고, 음반 수록곡 〈I'll Always Be Right There〉는 미국에서도 라디오로 발매되었다. 6월 음반 발매 후, 애덤스는 음반 홍보를 위해 북미와 유럽을 순회했다. 아마도 이 콘서트들 중 가장 기억에 남는 것은 1996년 7월 웸블리 스타디움에서 70,000명 이상의 사람들에게 연주된 것일 것이다. 이 음반은 미국에서 기대보다 저조한 성적을 거두었지만 전 세계적으로 500만 장이 팔렸다.

## 배경
이 음반은 1994년 겨울부터 1995년 여름까지 자메이카 오초 리오스의 집에서 애덤스와 로버트 존 "머트" 랭이 작곡하고 녹음했으며, 1995년 가을부터 1996년 봄까지 프랑스 프로방스의 두 개의 다른 집에서 웨어하우스 스튜디오 모바일 유닛을 사용했다. 심지어 이 혼합물은 1996년 3월, 프랑스 프로방스의 한 집에서 밥 클리어마운틴에 의해 만들어졌다. 애덤스는 이 곡들 중 일부를 발매 전에 라이브로 연주했는데, 예를 들어 1993년 So Far So Good World Tour 공연에서 사운드 체크로 〈Let's Make a Night to Remember〉를 연주했다. 애덤스는 1995년까지 12곡을 완성했지만, 음반에 뭔가 부족함을 느꼈고, 돌아가서 두 곡의 신곡 〈The Only Thing〉과 〈18 til I Die〉를 녹음했다. 애덤스는 이 음반의 이름을 《18 til I Die》로 지었다.

## 발매
《18 til I Die》는 1996년 6월에 공식적으로 발매되었다. 미국에서 이 음반은 빌보드 200에서 31위로 정점을 찍었고 3주 동안 그 자리를 지켰다. 애덤스의 고향인 캐나다에서는 《18 til I Die》가 4위에 올랐다. 이 음반은 1996년 6월 말 호주, 유럽, 뉴질랜드에서 발매되었다. 이 음반은 유럽에서 발매되는 동안 상업적으로 큰 성공을 거두어 애덤스의 두 번째 음반 차트인 영국 음반 차트에서 1위에 올랐다. 《18 til I Die》는 네덜란드, 벨기에, 스위스, 핀란드, 노르웨이, 오스트리아, 스웨덴, 독일, 호주에서 10위 안에 들었고 프랑스에서는 20위 안에 들었다.
이 음반은 미국에서 플래티넘 인증을 받았고, 《18 til I Die》는 캐나다와 호주에서 3번, 영국에서 2번의 플래티넘 인증을 받았다.

## 곡 목록
모든 곡들은 특별한 언급이 없는 한 브라이언 애덤스와 로버트 존 "머트" 랭에 의해 작사/작곡하였다.
| #   | 제목                                             | 작사·작곡               | 재생 시간 |
| --- | ------------------------------------------------ | ----------------------- | --------- |
| 1.  | 〈The Only Thing That Looks Good on Me Is You〉  |                         | 3:37      |
| 2.  | 〈Do to You〉                                    |                         | 4:11      |
| 3.  | 〈Let's Make a Night to Remember〉               |                         | 6:19      |
| 4.  | 〈18 til I Die〉                                 |                         | 3:30      |
| 5.  | 〈Star〉                                         | 애덤스, 랭, 마이클 카멘 | 3:42      |
| 6.  | 〈(I Wanna Be) Your Underwear〉                  |                         | 3:18      |
| 7.  | 〈We're Gonna Win〉                              |                         | 2:27      |
| 8.  | 〈I Think About You〉                            | 애덤스, 그레첸 피터스   | 3:36      |
| 9.  | 〈I'll Always Be Right There〉                   | 애덤스, 랭, 카멘        | 3:17      |
| 10. | 〈It Ain't a Party... If You Can't Come 'Round〉 |                         | 3:47      |
| 11. | 〈Black Pearl〉                                  |                         | 4:00      |
| 12. | 〈You're Still Beautiful to Me〉                 |                         | 5:14      |
| 13. | 〈Have You Ever Really Loved a Woman?〉          | 애덤스, 랭, 카멘        | 4:48      |

## 인증
| 국가                                                  | 인증        | 판매량/출하량 |
| ----------------------------------------------------- | ----------- | ------------- |
| 오스트레일리아 (ARIA)                                 | 3× 플래티넘 | 210,000^      |
| 오스트리아 (IFPI 오스트리아)                          | 골드        | 25,000*       |
| 벨기에 (BEA)                                          | 골드        | 25,000*       |
| 캐나다 (뮤직 캐나다)                                  | 3× 플래티넘 | 300,000^      |
| 핀란드 (Musiikkituottajat)                            | 골드        | 23,896        |
| 독일 (BVMI)                                           | 골드        | 250,000^      |
| 일본 (RIAJ)                                           | 플래티넘    | 200,000^      |
| 뉴질랜드 (RMNZ)                                       | 플래티넘    | 15,000^       |
| 스페인 (PROMUSICAE)                                   | 골드        | 50,000^       |
| 스위스 (IFPI 스위스)                                  | 플래티넘    | 50,000^       |
| 영국 (BPI)                                            | 2× 플래티넘 | 600,000^      |
| 미국 (RIAA)                                           | 플래티넘    | 816,000       |
| 요약                                                  |             |               |
| 유럽 (IFPI)                                           | 플래티넘    | 1,000,000*    |
| 전 세계                                               | —           | 5,000,000     |
| *판매량을 기반으로 한 인증 ^출하량을 기반으로 한 인증 |             |               |